# Kuuma (Kiribati)
Kuuma (auch: Kuma) ist ein Ort mit einer Landfläche von 0,54 km² im nördlichen Teil des pazifischen Archipels der zum Inselstaat Kiribati gehörenden Gilbertinseln nahe dem Äquator. Im Jahr 2020 hatte der Ort 310 Einwohner; 2005 waren es noch 635 Bewohner.

## Geographie
Kuuma liegt im Osten des Atolls Butaritari, zusammen mit Keuea auf einem Motu. Im Norden schließt sich ein Teil des Riffsaums an, in den nur noch winzige unbewohnte Inseln gesprenkelt sind: Kaionobi, Natata (Nataka), Namoka und Ubantakoto.

## Klima
Das Klima ist tropisch heiß, wird jedoch von ständig wehenden Winden gemäßigt. Ebenso wie die anderen Orte der nördlichen Gilbertinseln wird Kuuma gelegentlich von Zyklonen heimgesucht.